# Manuel da Gama Lôbo d'Almada
Manuel da Gama Lôbo D'Almada, também grafado como Manuel da Gama Lobo de Almada (Odivelas, 1745 - Barcelos, 27 de outubro de 1799), foi um militar e geógrafo português. Apesar disso, desenvolveu seus marcos pessoais, militares e políticos no Brasil.

## Biografia
Manuel da Gama Lobo de Almada era filho de Antonio da Gama Lobo, e nasceu na freguesia de Odivelas, Portugal, em agosto de 1745. Embora não tenha cursado faculdade, Lobo D'Almada desenvolveu um excelente trabalho de demarcação dos limites fronteiriços entre o Brasil e outros países hispânicos, inclusive desenhando muitos mapas, sendo por isso, considerado por muitos como um geógrafo.
Ainda muito jovem, com apenas 20 anos já se encontrava no Grão-Pará, onde em 1765 assumiu a direção da vila de Monte Alegre, cargo que ocupou por 3 anos, até 1768. Em Monte Alegre, Lobo d'Almada exerceu funções militares e civis/administrativas. Nessa vila, sob sua direção e administração se construiu uma olaria pública, nas encostas do Curaxi (que atualmente é um bairro da cidade, mas naquela ocasião era uma área de campos cobertos). Nessa olaria, fabricava-se telhas e tijolos que eram considerados de muita qualidade, inclusive sendo exportados para as cidades de Macapá e Belém. Além dos tijolos e telhas, lá também se fabricavam utensílios do lar como potes, bilhas, moringas e alguidares, além de louças, tais como: panelas, pratos, copos, xícaras etc; ademais nessa olaria também se coziam outros instrumentos e utensílios de argila. Na olaria, a argila preferida era a tabatinga (argila branca); quanto à mão de obra empregada, os homens eram responsáveis pela fabricação de tijolos e telhas, e as mulheres atuavam como oleiras hábeis com as mãos na confecção de louças e outros objetos mais delicados e trabalhados. Ao final do cozimento do barro, as índias de Monte Alegre, hábeis artesãs, aplicavam uma camada de verniz sobre as xícaras, copos, pratos e panelas. Esse envernizamento era conseguido com aplicação de breu quente, derretido ao fogo que formava uma fina camada protetora.
No mesmo ano de 1768, Lobo d'Almada retorna a Portugal, só voltando ao Pará em janeiro de 1770, depois de sua nomeação como Sargento-Mor da Fortaleza de São José de Macapá, ocorrida em 5 de setembro de 1769. Em 12 de Janeiro de 1770, o nomeado Sargento-Mor, Manuel da Gama Lobo de Almada, prestou juramento, na cidade de Belém do Grão-Pará, frente ao Governador e Capitão-General do Estado do Pará, Maranhão e Rio Negro Fernando da Costa de Ataíde Teive Sousa Coutinho.
No posto de Sargento-mor comandou a Fortaleza de São José de Macapá em dois períodos de (1769-1771 e 1773-1784).
No posto de Brigadeiro, foi o terceiro governador da Capitania de São José do Rio Negro. Transferiu, em 1791, a sede da administração da capitania de Barcelos para a Barra do Rio Negro, atual Manaus.
Foi o pioneiro na criação de gado bovino e eqüino no vale do rio Branco, atual estado de Roraima.
Segundo o historiador Mário Ypiranga Monteiro, "(...) foi o maior administrador que a Amazônia possuiu no período colonial, naqueles tempos em que tudo era difícil e podemos mesmo dizer que superou a muitos outros dos nossos dias. Só encontrou um rival noutro militar - Eduardo Gonçalves Ribeiro, no período da República."
Ainda conforme Monteiro:
Lobo d'Almada "(...) deixou um trabalho sobre aquela região. As medidas assistenciais, por exemplo, mereceram sempre a sua atenção. Mandou levantar uma fábrica de panos de algodão e outra de tecidos e redes (manqueiras). Criou o depósito de pólvora. Fez construir uma tarracena para reparo de embarcações, que ficava na praia da Ribeira das Naus, próximo ao Porto-Real, à ilharga da fortaleza.
Bento Aranha, em 1897, já enunciava os feitos da personalidade.
Inaugurou uma padaria de pão de arroz moído em atafona movida por bestas, uma fábrica de pano de algodão em rolos, com 18 teares e 10 rolos de fiar com 24 fusos cada um; cordoaria para fabricação de cordas e amarras de piaçaba e calabres; fábrica de fécula de anil; nora para distribuir água; olaria com excelentes amassadeiras, estendedouros, fornos calcinatórios e de torrefação de telhas e ladrilhos; uma fábrica de velas cera; um açougue; engenhos para moer cana (...).
Para estes estabelecimentos mandava vir de outros lugares da capitania o algodão, arroz, cana, curauá, muriti e cera virgem de abelhas; dos rios Solimões e Negro, tucum; e dos rios Mariê, Curucuriau, Padauari, Manauiá e Uaracaá, afluentes do Negro, a piaçaba, que somente encontra-se nas sua terras."